# Обиршія-Клошань
Обиршія-Клошань, Обиршія-Клошані (рум. Obârșia-Cloșani) — село у повіті Мехедінць в Румунії. Входить до складу комуни Обиршія-Клошань.
Село розташоване на відстані 276 км на захід від Бухареста, 42 км на північ від Дробета-Турну-Северина, 140 км на південний схід від Тімішоари, 117 км на північний захід від Крайови.

## Населення
За даними перепису населення 2002 року у селі проживали 913 осіб, усі — румуни. Рідною мовою 912 осіб (99,9%) назвали румунську.